# Historique du parcours européen du Club Atlético de Madrid
Cet article présente les différentes campagnes européennes réalisées par l'Atlético de Madrid depuis 1958.
Depuis sa fondation en 1903, l'Atlético de Madrid a participé :
- 13 fois à la Ligue des champions (3 finales, 3 demi-finales, 3 quarts de finale),
- 9 fois à la Coupe d'Europe des vainqueurs de Coupe (1 titre, 2 finales, 2 demi-finales, 2 quarts de finale),
- 3 fois à la Supercoupe de l'UEFA (3 titres),
- 5 fois à la Ligue Europa (3 titres),
- 15 fois à la Coupe UEFA (2 demi-finale),
- 4 fois à la Coupe des villes de foires (1 demi-finale),
- 2 fois à la Coupe Intertoto (1 finale).

## 1958-1959
Coupe des clubs champions :
|   | Tour               | Club               | Aller | Total          | Retour | Club               |   |
| - | ------------------ | ------------------ | ----- | -------------- | ------ | ------------------ | - |
| 1 | Tour préliminaire  | Atlético de Madrid | 8-0   | 13-1           | 5-1    | Drumcondra FC      | 2 |
| 3 | Huitième de finale | Atlético de Madrid | 2-1   | 2-2 3-1 a.p.*  | 0-1    | CSKA Sofia         | 4 |
| 5 | Quart de finale    | Atlético de Madrid | 3-0   | 4-1            | 1-1    | Schalke 04         | 6 |
| 7 | Demi-finale        | Real Madrid        | 2-1   | 2-2 2-1 a.p.** | 0-1    | Atlético de Madrid | 8 |

* Atlético de Madrid qualifié après une victoire en match de barrage à Genève
** Real Madrid qualifié après une victoire en match de barrage à Saragosse

## 1961-1962
Coupe d'Europe des vainqueurs de coupes :
|    | Tour               | Club               | Aller | Total     | Retour | Club               |    |
| -- | ------------------ | ------------------ | ----- | --------- | ------ | ------------------ | -- |
| 9  | Tour préliminaire  | CS Sedan-Ardennes  | 2-3   | 3-7       | 1-4    | Atlético de Madrid | 10 |
| 11 | Huitième de finale | Leicester City     | 1-1   | 1-3       | 0-2    | Atlético de Madrid | 12 |
| 13 | Quart de finale    | Werder Brême       | 1-1   | 2-4       | 1-3    | Atlético de Madrid | 14 |
| 15 | Demi-finale        | FC Carl Zeiss Iena | 0-1   | 0-5       | 0-4*   | Atlético de Madrid | 16 |
| 17 | Finale             | Atlético de Madrid |       | 1-1 3-0** |        | AC Fiorentina      |    |

* Match disputé à Malmö
** Match rejoué

## 1962-1963
Coupe d'Europe des vainqueurs de coupes :
|    | Tour               | Club               | Aller | Total | Retour | Club               |    |
| -- | ------------------ | ------------------ | ----- | ----- | ------ | ------------------ | -- |
| 18 | Huitième de finale | Atlético de Madrid | 4-0   | 5-0   | 1-0*   | Paola Hibernians   | 19 |
| 20 | Quart de finale    | Botev Plovdiv      | 1-2   | 2-5   | 1-3    | Atlético de Madrid | 21 |
| 22 | Demi-finale        | 1. FC Nuremberg    | 2-1   | 2-3   | 0-2    | Atlético de Madrid | 23 |
| 24 | Finale             | Tottenham Hotspur  |       | 5-1   |        | Atlético de Madrid |    |

* Match disputé à Gzira

## 1963-1964
Coupe des villes de foires :
|    | Tour               | Club               | Aller | Total | Retour | Club               |    |
| -- | ------------------ | ------------------ | ----- | ----- | ------ | ------------------ | -- |
| 25 | Seizième de finale | Atlético de Madrid | 2-1   | 2-1   | 0-0    | FC Porto           | 26 |
| 27 | Huitième de finale | Juventus           | 1-0   | 3-1   | 2-1    | Atlético de Madrid | 28 |

## 1964-1965
Coupe des villes de foires :
|    | Tour           | Club               | Aller | Total    | Retour | Club               |    |
| -- | -------------- | ------------------ | ----- | -------- | ------ | ------------------ | -- |
| 29 | Premier tour   | Servette FC        | 2-2   | 2-8      | 1-6    | Atlético de Madrid | 30 |
| 31 | Deuxième tour  | Shelbourne FC      | 0-1   | 0-2      | 0-1    | Atlético de Madrid | 32 |
| 33 | Troisième tour | RFC de Liège       | 1-0   | 1-2      | 0-2    | Atlético de Madrid | 34 |
| 35 | Demi-finale    | Atlético de Madrid | 3-1   | 4-4 1-3* | 1-3    | Juventus           | 36 |

* Match rejoué

## 1965-1966
Coupe d'Europe des vainqueurs de coupes :
|    | Tour               | Club               | Aller | Total | Retour | Club               |    |
| -- | ------------------ | ------------------ | ----- | ----- | ------ | ------------------ | -- |
| 37 | Premier tour       | Atlético de Madrid | 4-0   | 5-0   | 1-0    | Dinamo Zagreb      | 38 |
| 39 | Huitième de finale | Universitatea Cluj | 0-2   | 0-6   | 0-4    | Atlético de Madrid | 40 |
| 41 | Quart de finale    | Atlético de Madrid | 1-1   | 1-2   | 0-1    | Borussia Dortmund  | 42 |

## 1966-1967
Coupe des clubs champions :
|    | Tour               | Club               | Aller | Total    | Retour | Club               |    |
| -- | ------------------ | ------------------ | ----- | -------- | ------ | ------------------ | -- |
| 43 | Premier tour       | Malmö FF           | 0-2   | 1-5      | 1-3    | Atlético de Madrid | 44 |
| 45 | Huitième de finale | Vojvodina Novi Sad | 3-1   | 3-3 3-2* | 0-2    | Atlético de Madrid | 46 |

* Vojvodina Novi Sad s'est qualifié en gagnant le match de barrage à Madrid.

## 1967-1968
Coupe des villes de foires :
|    | Tour          | Club               | Aller | Total | Retour | Club               |    |
| -- | ------------- | ------------------ | ----- | ----- | ------ | ------------------ | -- |
| 47 | Premier tour  | Wiener Sport-Club  | 2-5   | 3-7   | 1-2    | Atlético de Madrid | 48 |
| 49 | Deuxième tour | Atlético de Madrid | 2-0   | 2-3   | 0-3    | Göztepe Izmir      | 50 |

## 1968-1969
Coupe des villes de foires :
|    | Tour         | Club               | Aller | Total | Retour | Club        |    |
| -- | ------------ | ------------------ | ----- | ----- | ------ | ----------- | -- |
| 51 | Premier tour | Atlético de Madrid | 2-1   | 2-2E  | 0-1    | KRC Waregem | 52 |

## 1970-1971
Coupe des clubs champions :
|    | Tour               | Club               | Aller | Total | Retour | Club               |    |
| -- | ------------------ | ------------------ | ----- | ----- | ------ | ------------------ | -- |
| 53 | Seizième de finale | Atlético de Madrid | 2-0   | 4-1   | 2-1    | Austria Vienne     | 54 |
| 55 | Huitième de finale | Cagliari Calcio    | 2-1   | 2-4   | 0-3    | Atlético de Madrid | 56 |
| 57 | Quart de finale    | Atlético de Madrid | 1-0   | 2E-2  | 1-2    | Legia Varsovie     | 58 |
| 59 | Demi-finale        | Atlético de Madrid | 1-0   | 1-3   | 0-3    | Ajax Amsterdam     | 60 |

## 1971-1972
Coupe UEFA :
|    | Tour                      | Club               | Aller | Total | Retour | Club      |    |
| -- | ------------------------- | ------------------ | ----- | ----- | ------ | --------- | -- |
| 61 | Trente-deuxième de finale | Atlético de Madrid | 2-1   | 2-2E  | 0-1    | Paniónios | 62 |

## 1972-1973
Coupe d'Europe des vainqueurs de coupes :
|    | Tour               | Club               | Aller | Total | Retour | Club               |    |
| -- | ------------------ | ------------------ | ----- | ----- | ------ | ------------------ | -- |
| 63 | Seizième de finale | SEC Bastia         | 0-0   | 1-2   | 1-2    | Atlético de Madrid | 64 |
| 65 | Huitième de finale | Atlético de Madrid | 3-4   | 5-5E  | 2-1    | Spartak Moscou     | 66 |

## 1973-1974
Coupe des clubs champions :
|    | Tour               | Club                     | Aller | Total         | Retour   | Club               |    |
| -- | ------------------ | ------------------------ | ----- | ------------- | -------- | ------------------ | -- |
| 67 | Premier tour       | Atlético de Madrid       | 0-0   | 1-0           | 1-0 a.p. | Galatasaray        | 68 |
| 69 | Huitième de finale | Dinamo Bucarest          | 0-2   | 2-4           | 2-2      | Atlético de Madrid | 70 |
| 71 | Quart de finale    | Étoile rouge de Belgrade | 0-2   | 0-2           | 0-0      | Atlético de Madrid | 72 |
| 73 | Demi-finale        | Celtic Glasgow           | 0-0   | 0-2           | 0-2      | Atlético de Madrid | 74 |
| 75 | Finale             | Bayern Munich            |       | 1-1 a.p. 4-1* |          | Atlético de Madrid |    |

* finale rejouée.

## 1974-1975
Coupe UEFA :
|    | Tour                      | Club          | Aller | Total             | Retour | Club               |    |
| -- | ------------------------- | ------------- | ----- | ----------------- | ------ | ------------------ | -- |
| 76 | Trente-deuxième de finale | KB Copenhague | 3-2   | 3-6               | 0-4    | Atlético de Madrid | 77 |
| 78 | Seizième de finale        | Derby County  | 2-2   | 4-4 7-6 aux T.a.b | 2-2    | Atlético de Madrid | 79 |

## 1975-1976
Coupe d'Europe des vainqueurs de coupes :
|    | Tour               | Club               | Aller | Total | Retour | Club                |    |
| -- | ------------------ | ------------------ | ----- | ----- | ------ | ------------------- | -- |
| 80 | Seizième de finale | FC Bâle            | 1-2   | 2-3   | 1-1    | Atlético de Madrid  | 81 |
| 82 | Huitième de finale | Atlético de Madrid | 1-2   | 2-3   | 1-1    | Eintracht Frankfurt | 83 |

## 1976-1977
Coupe d'Europe des vainqueurs de coupes :
|    | Tour               | Club                 | Aller | Total | Retour | Club               |    |
| -- | ------------------ | -------------------- | ----- | ----- | ------ | ------------------ | -- |
| 84 | Seizième de finale | Rapid de Vienne      | 1-2   | 2-3   | 1-1    | Atlético de Madrid | 85 |
| 86 | Huitième de finale | Atlético de Madrid   | 1-0   | 3-1   | 2-1    | Hajduk Split       | 87 |
| 88 | Quart de finale    | Levski-Spartak Sofia | 2-1   | 2-3   | 0-2    | Atlético de Madrid | 89 |
| 90 | Demi-finale        | Atlético de Madrid   | 3-1   | 3-4   | 0-3    | Hambourg SV        | 91 |

## 1977-1978
Coupe des clubs champions :
|    | Tour               | Club            | Aller | Total | Retour | Club               |    |
| -- | ------------------ | --------------- | ----- | ----- | ------ | ------------------ | -- |
| 92 | Premier tour       | Dinamo Bucarest | 2-1   | 2-3   | 0-1    | Atlético de Madrid | 93 |
| 94 | Huitième de finale | FC Nantes       | 1-1   | 2-3   | 1-2    | Atlético de Madrid | 95 |
| 96 | Quart de finale    | FC Bruges       | 2-0   | 4-3   | 2-3    | Atlético de Madrid | 97 |

## 1979-1980
Coupe UEFA :
|    | Tour                      | Club               | Aller | Total | Retour | Club          |    |
| -- | ------------------------- | ------------------ | ----- | ----- | ------ | ------------- | -- |
| 98 | Trente-deuxième de finale | Atlético de Madrid | 1-2   | 1-5   | 0-3    | Dynamo Dresde | 99 |

## 1981-1982
Coupe UEFA :
|     | Tour                      | Club        | Aller | Total | Retour | Club               |     |
| --- | ------------------------- | ----------- | ----- | ----- | ------ | ------------------ | --- |
| 100 | Trente-deuxième de finale | Boavista FC | 4-1   | 5-4   | 1-3    | Atlético de Madrid | 101 |

## 1983-1984
Coupe UEFA :
|     | Tour                      | Club               | Aller | Total | Retour | Club         |     |
| --- | ------------------------- | ------------------ | ----- | ----- | ------ | ------------ | --- |
| 102 | Trente-deuxième de finale | Atlético de Madrid | 2-1   | 2-4   | 0-3    | FC Groningue | 103 |

## 1984-1985
Coupe UEFA :
|     | Tour                      | Club    | Aller | Total | Retour | Club               |     |
| --- | ------------------------- | ------- | ----- | ----- | ------ | ------------------ | --- |
| 104 | Trente-deuxième de finale | FC Sion | 1-0   | 4-2   | 3-2    | Atlético de Madrid | 105 |

## 1985-1986
Coupe d'Europe des vainqueurs de coupes :
|     | Tour               | Club                  | Aller | Total | Retour | Club               |     |
| --- | ------------------ | --------------------- | ----- | ----- | ------ | ------------------ | --- |
| 106 | Premier tour       | Atlético de Madrid    | 1-1   | 3-2   | 2-1    | Celtic Glasgow     | 107 |
| 108 | Huitième de finale | Bangor City           | 0-2   | 0-3   | 0-1    | Atlético de Madrid | 109 |
| 110 | Quart de finale    | Étoile rouge Belgrade | 0-2   | 1-3   | 1-1    | Atlético de Madrid | 111 |
| 112 | Demi-finale        | Atlético de Madrid    | 1-0   | 4-2   | 3-2    | Bayer Uerdingen    | 113 |
| 114 | Finale             | Dynamo Kiev           |       | 3-0   |        | Atlético de Madrid |     |

## 1986-1987
Coupe UEFA :
|     | Tour                      | Club               | Aller | Total | Retour | Club               |     |
| --- | ------------------------- | ------------------ | ----- | ----- | ------ | ------------------ | --- |
| 115 | Trente-deuxième de finale | Atlético de Madrid | 2-0   | 3-2   | 1-2    | Werder Brême       | 116 |
| 117 | Seizième de finale        | Vitória SC         | 2-0   | 2-1   | 0-1    | Atlético de Madrid | 118 |

## 1988-1989
Coupe UEFA :
|     | Tour                      | Club         | Aller | Total | Retour | Club               |     |
| --- | ------------------------- | ------------ | ----- | ----- | ------ | ------------------ | --- |
| 119 | Trente-deuxième de finale | FC Groningue | 1-0   | 2E-2  | 1-2    | Atlético de Madrid | 120 |

## 1989-1990
Coupe UEFA :
|     | Tour                      | Club               | Aller | Total | Retour | Club          |     |
| --- | ------------------------- | ------------------ | ----- | ----- | ------ | ------------- | --- |
| 121 | Trente-deuxième de finale | Atlético de Madrid | 1-0   | 1-1*  | 0-1    | AC Fiorentina | 122 |

* AC Fiorentina qualifiée aux tirs au but.

## 1990-1991
Coupe UEFA :
|     | Tour                      | Club         | Aller | Total | Retour | Club               |     |
| --- | ------------------------- | ------------ | ----- | ----- | ------ | ------------------ | --- |
| 123 | Trente-deuxième de finale | FC Timişoara | 2-0   | 2-1   | 0-1    | Atlético de Madrid | 124 |

## 1991-1992
Coupe d'Europe des vainqueurs de coupes :
|     | Tour               | Club               | Aller | Total | Retour | Club               |     |
| --- | ------------------ | ------------------ | ----- | ----- | ------ | ------------------ | --- |
| 125 | Seizième de finale | Fyllingen Fotball  | 0-1   | 2-8   | 2-7    | Atlético de Madrid | 126 |
| 127 | Huitième de finale | Atlético de Madrid | 3-0   | 4-1   | 1-1    | Manchester United  | 128 |
| 129 | Quart de finale    | Atlético de Madrid | 3-2   | 4-4E  | 1-2    | FC Bruges          | 130 |

## 1992-1993
Coupe d'Europe des vainqueurs de coupes :
|     | Tour               | Club                | Aller | Total | Retour | Club               |     |
| --- | ------------------ | ------------------- | ----- | ----- | ------ | ------------------ | --- |
| 131 | Seizième de finale | NK Maribor          | 0-3   | 1-9   | 0-6    | Atlético de Madrid | 132 |
| 133 | Huitième de finale | Trabzonspor         | 0-2   | 0-2   | 0-0    | Atlético de Madrid | 134 |
| 135 | Quart de finale    | Olympiakos Le Pirée | 1-1   | 2-4   | 1-3    | Atlético de Madrid | 136 |
| 137 | Demi-finale        | Atlético de Madrid  | 1-2   | 2-2E  | 1-0    | Parme AC           | 138 |

## 1993-1994
Coupe UEFA :
|     | Tour                      | Club                | Aller | Total | Retour | Club               |     |
| --- | ------------------------- | ------------------- | ----- | ----- | ------ | ------------------ | --- |
| 139 | Trente-deuxième de finale | Heart of Midlothian | 2-1   | 2-4   | 0-3    | Atlético de Madrid | 140 |
| 141 | Seizième de finale        | Atlético de Madrid  | 1-0   | 1-2   | 0-2    | OFI Crète          | 142 |

## 1996-1997
Ligue des champions :
|     | Tour                              | Club               | Aller | Total | Retour   | Club               |     |
| --- | --------------------------------- | ------------------ | ----- | ----- | -------- | ------------------ | --- |
| 143 | Phase de poules, groupe B : J1/J5 | Atlético de Madrid | 4-0   |       | 1-1      | Steaua Bucarest    | 147 |
| 144 | Phase de poules, groupe B : J2/J6 | Widzew Łódź        | 1-4   |       | 0-1      | Atlético de Madrid | 148 |
| 145 | Phase de poules, groupe B : J3/J4 | Atlético de Madrid | 0-1   |       | 2-1      | Borussia Dortmund  | 146 |
| 149 | Quart de finale                   | Ajax Amsterdam     | 1-1   | 4-3   | 3-2 a.p. | Atlético de Madrid | 150 |

## 1997-1998
Coupe UEFA :
|     | Tour                      | Club               | Aller | Total | Retour | Club               |     |
| --- | ------------------------- | ------------------ | ----- | ----- | ------ | ------------------ | --- |
| 151 | Trente-deuxième de finale | Atlético de Madrid | 2-1   | 4-1   | 2-0    | Leicester City     | 152 |
| 153 | Seizième de finale        | Atlético de Madrid | 5-2   | 9-6   | 4-4    | PAOK Salonique     | 154 |
| 155 | Huitième de finale        | Dinamo Zagreb      | 1-1   | 1-2   | 0-1    | Atlético de Madrid | 156 |
| 157 | Quart de finale           | Atlético de Madrid | 1-0   | 2E-2  | 1-2    | Aston Villa        | 158 |
| 159 | Demi-finale               | Atlético de Madrid | 0-1   | 0-1   | 0-0    | Lazio Rome         | 160 |

## 1999-2000
Coupe UEFA :
|     | Tour               | Club               | Aller | Total | Retour | Club               |     |
| --- | ------------------ | ------------------ | ----- | ----- | ------ | ------------------ | --- |
| 161 | Premier tour       | Atlético de Madrid | 3-0   | 3-1   | 0-1    | Ankaragücü         | 162 |
| 163 | Deuxième tour      | Atlético de Madrid | 1-0   | 5-1   | 4-1    | Amica Wronki       | 164 |
| 165 | Seizième de finale | VfL Wolfsburg      | 2-3   | 3-5   | 1-2    | Atlético de Madrid | 166 |
| 167 | Huitième de finale | Atlético de Madrid | 2-2   | 4-6   | 2-4    | RC Lens            | 168 |

## 2004-2005
Coupe Intertoto :
|     | Tour           | Club          | Aller | Total      | Retour | Club               |     |
| --- | -------------- | ------------- | ----- | ---------- | ------ | ------------------ | --- |
| 169 | Troisième tour | Tescoma Zlín  | 2-4   | 4-4E       | 2-0    | Atlético de Madrid | 170 |
| 171 | Demi-finale    | OFK Belgrade  | 1-3   | 1-5        | 0-2    | Atlético de Madrid | 172 |
| 173 | Finale         | Villarreal CF | 2-0   | 2-2 T.a.b. | 0-2    | Atlético de Madrid | 174 |

## 2007-2008
Coupe Intertoto :
|     | Tour           | Club            | Aller | Total | Retour | Club               |     |
| --- | -------------- | --------------- | ----- | ----- | ------ | ------------------ | --- |
| 175 | Troisième tour | Gloria Bistriţa | 2-1   | 2-2E  | 0-1    | Atlético de Madrid | 176 |

Coupe UEFA :
|     | Tour                           | Club               | Aller | Total | Retour | Club               |     |
| --- | ------------------------------ | ------------------ | ----- | ----- | ------ | ------------------ | --- |
| 177 | Deuxième tour préliminaire     | Atlético de Madrid | 3-0   | 5-1   | 2-1    | Vojvodina Novi Sad | 178 |
| 179 | Premier tour                   | Atlético de Madrid | 4-0   | 9-0   | 5-0    | Erciyesspor        | 180 |
| 181 | Phase de poules, groupe B : J1 | Lokomotiv Moscou   | 3-3   |       |        | Atlético de Madrid |     |
| 182 | Phase de poules, groupe B : J3 | Atlético de Madrid | 2-0   |       |        | Aberdeen           |     |
| 183 | Phase de poules, groupe B : J4 | FC Copenhague      | 0-2   |       |        | Atlético de Madrid |     |
| 184 | Phase de poules, groupe B : J5 | Atlético de Madrid | 2-1   |       |        | Panathinaïkos      |     |
| 185 | Seizième de finale             | Bolton Wanderers   | 1-0   | 1-0   | 0-0    | Atlético de Madrid | 186 |

## 2008-2009
Ligue des champions :
|     | Tour                              | Club               | Aller | Total | Retour | Club                   |     |
| --- | --------------------------------- | ------------------ | ----- | ----- | ------ | ---------------------- | --- |
| 187 | Troisième tour préliminaire       | Schalke 04         | 1-0   | 1-4   | 0-4    | Atlético de Madrid     | 188 |
| 189 | Phase de poules, groupe D : J1/J5 | PSV Eindhoven      | 0-3   |       | 1-2    | Atlético de Madrid     | 193 |
| 190 | Phase de poules, groupe D : J2/J6 | Atlético de Madrid | 2-1   |       | 0-0    | Olympique de Marseille | 194 |
| 191 | Phase de poules, groupe D : J3/J4 | Atlético de Madrid | 1-1   |       | 1-1    | Liverpool FC           | 192 |
| 195 | Huitième de finale                | Atlético de Madrid | 2-2   | 2-2E  | 0-0    | FC Porto               | 196 |

## 2009-2010
Ligue des champions :
|     | Tour                              | Club               | Aller | Total | Retour | Club               |     |
| --- | --------------------------------- | ------------------ | ----- | ----- | ------ | ------------------ | --- |
| 197 | Barrages                          | Panathinaïkos      | 2-3   | 2-5   | 0-2    | Atlético de Madrid | 198 |
| 199 | Phase de poules, groupe D : J1/J5 | Atlético de Madrid | 0-0   |       | 1-1    | APOEL Nicosie      | 203 |
| 200 | Phase de poules, groupe D : J2/J6 | FC Porto           | 2-0   |       | 3-0    | Atlético de Madrid | 204 |
| 201 | Phase de poules, groupe D : J3/J4 | Chelsea FC         | 4-0   |       | 2-2    | Atlético de Madrid | 202 |

Ligue Europa :
|     | Tour               | Club               | Aller | Total   | Retour | Club               |     |
| --- | ------------------ | ------------------ | ----- | ------- | ------ | ------------------ | --- |
| 205 | Seizième de finale | Atlético de Madrid | 1-1   | 3-2     | 2-1    | Galatasaray        | 206 |
| 207 | Huitième de finale | Atlético de Madrid | 0-0   | 2E-2    | 2-2    | Sporting Portugal  | 208 |
| 209 | Quart de finale    | Valence CF         | 2-2   | 2-2E    | 0-0    | Atlético de Madrid | 210 |
| 211 | Demi-finale        | Atlético de Madrid | 1-0   | 2E-2    | 1-2    | Liverpool FC       | 212 |
| 213 | Finale             | Atlético de Madrid |       | 2-1a.p. |        | Fulham             |     |

## 2010-2011
Supercoupe de l'UEFA :
|     | Tour   | Club        | Aller | Total | Retour | Club               |  |
| --- | ------ | ----------- | ----- | ----- | ------ | ------------------ |  |
| 214 | Finale | Inter Milan |       | 0-2   |        | Atlético de Madrid |  |

Ligue Europa :
|     | Tour                              | Club               | Aller | Total | Retour | Club               |     |
| --- | --------------------------------- | ------------------ | ----- | ----- | ------ | ------------------ | --- |
| 215 | Phase de poules, groupe B : J1/J5 | Aris Salonique     | 1-0   |       | 3-2    | Atlético de Madrid | 219 |
| 216 | Phase de poules, groupe B : J2/J6 | Atlético de Madrid | 1-1   |       | 1-1    | Bayer Leverkusen   | 220 |
| 217 | Phase de poules, groupe B : J3/J4 | Atlético de Madrid | 3-0   |       | 1-0    | Rosenborg          | 218 |

## 2011-2012
Ligue Europa :
|     | Tour                              | Club               | Aller | Total | Retour | Club               |     |
| --- | --------------------------------- | ------------------ | ----- | ----- | ------ | ------------------ | --- |
| 221 | Troisième tour préliminaire       | Atlético de Madrid | 2-0   | 4-1   | 2-0    | Strømsgodset       | 222 |
| 223 | Barrages                          | Atlético de Madrid | 2-0   | 6-0   | 4-0    | Vitoria Guimarães  | 224 |
| 225 | Phase de poules, groupe I : J1/J5 | Atlético de Madrid | 2-0   |       | 1-0    | Celtic Glasgow     | 229 |
| 226 | Phase de poules, groupe I : J2/J6 | Stade rennais      | 1-1   |       | 1-3    | Atlético de Madrid | 230 |
| 227 | Phase de poules, groupe I : J3/J4 | Udinese            | 2-0   |       | 0-4    | Atlético de Madrid | 228 |
| 231 | Seizième de finale                | Lazio Rome         | 1-3   | 1-4   | 0-1    | Atlético de Madrid | 232 |
| 233 | Huitième de finale                | Atlético de Madrid | 3-1   | 6-1   | 3-0    | Beşiktaş           | 234 |
| 235 | Quart de finale                   | Atlético de Madrid | 2-1   | 4-1   | 2-0    | Hanovre 96         | 236 |
| 237 | Demi-finale                       | Atlético de Madrid | 4-2   | 5-2   | 1-0    | Valence CF         | 238 |
| 239 | Finale                            | Atlético de Madrid |       | 3-0   |        | Athletic Bilbao    |     |

## 2012-2013
Supercoupe de l'UEFA :
|     | Tour   | Club    | Aller | Total | Retour | Club               |  |
| --- | ------ | ------- | ----- | ----- | ------ | ------------------ |  |
| 240 | Finale | Chelsea |       | 1-4   |        | Atlético de Madrid |  |

Ligue Europa :
|     | Tour                              | Club               | Aller | Total | Retour | Club                 |     |
| --- | --------------------------------- | ------------------ | ----- | ----- | ------ | -------------------- | --- |
| 241 | Phase de poules, groupe B : J1/J5 | Hapoël Tel-Aviv    | 0-3   |       | 0-1    | Atlético de Madrid   | 245 |
| 242 | Phase de poules, groupe B : J2/J6 | Atlético de Madrid | 1-0   |       | 0-1    | Viktoria Plzeň       | 246 |
| 243 | Phase de poules, groupe B : J3/J4 | Atlético de Madrid | 2-1   |       | 0-2    | Académica de Coimbra | 244 |
| 247 | Seizième de finale                | Atlético de Madrid | 0-2   | 1-2   | 1-0    | Rubin Kazan          | 248 |

## 2013-2014
Ligue des champions :
|     | Tour                              | Club               | Aller | Total    | Retour | Club                     |     |
| --- | --------------------------------- | ------------------ | ----- | -------- | ------ | ------------------------ | --- |
| 249 | Phase de poules, groupe G : J1/J5 | Atlético de Madrid | 3-1   |          | 1-1    | Zénith Saint-Pétersbourg | 253 |
| 250 | Phase de poules, groupe G : J2/J6 | FC Porto           | 1-2   |          | 0-2    | Atlético de Madrid       | 254 |
| 251 | Phase de poules, groupe G : J3/J4 | Austria Vienne     | 0-3   |          | 0-4    | Atlético de Madrid       | 252 |
| 255 | Huitième de finale                | AC Milan           | 0-1   | 1-5      | 1-4    | Atlético de Madrid       | 256 |
| 257 | Quart de finale                   | FC Barcelone       | 1-1   | 1-2      | 0-1    | Atlético de Madrid       | 258 |
| 259 | Demi finale                       | Atlético de Madrid | 0-0   | 3-1      | 3-1    | Chelsea                  | 260 |
| 261 | Finale                            | Real Madrid        |       | 4-1 a.p. |        | Atlético de Madrid       |     |

## 2014-2015
Ligue des champions :
|     | Tour                              | Club               | Aller | Total      | Retour | Club               |     |
| --- | --------------------------------- | ------------------ | ----- | ---------- | ------ | ------------------ | --- |
| 262 | Phase de poules, groupe A : J1/J5 | Olympiakos         | 3-2   |            | 0-4    | Atlético de Madrid | 266 |
| 263 | Phase de poules, groupe A : J2/J6 | Atlético de Madrid | 1-0   |            | 0-0    | Juventus           | 267 |
| 264 | Phase de poules, groupe A : J3/J4 | Atlético de Madrid | 5-0   |            | 2-0    | Malmö FF           | 265 |
| 268 | Huitième de finale                | Bayer Leverkusen   | 1-0   | 1-1 T.a.b. | 0-1    | Atlético de Madrid | 269 |
| 270 | Quart de finale                   | Atlético de Madrid | 0-0   | 0-1        | 0-1    | Real Madrid        | 271 |

## 2015-2016
Ligue des champions :
|     | Tour                              | Club               | Aller | Total       | Retour | Club               |     |
| --- | --------------------------------- | ------------------ | ----- | ----------- | ------ | ------------------ | --- |
| 272 | Phase de poules, groupe C : J1/J5 | Galatasaray SK     | 0-2   |             | 2-0    | Atlético de Madrid | 276 |
| 273 | Phase de poules, groupe GC: J2/J6 | Atlético de Madrid | 1-2   |             | 2-1    | Benfica Lisbonne   | 277 |
| 274 | Phase de poules, groupe C : J3/J4 | Atlético de Madrid | 4-0   |             | 0-0    | FK Astana          | 275 |
| 278 | Huitième de finale                | PSV Eindhoven      | 0-0   | 0–0 7-8 tab | 0-0    | Atlético de Madrid | 279 |
| 280 | Quart de finale                   | FC Barcelone       | 2-1   | 2-3         | 0-2    | Atlético de Madrid | 281 |
| 282 | Demi finale                       | Atlético de Madrid | 1-0   | 2E-2        | 1-2    | Bayern Munich      | 283 |
| 284 | Finale                            | Real Madrid        |       | 1–1 5-3tab  |        | Atlético de Madrid |     |

## 2016-2017
Ligue des champions :
|     | Tour                              | Club               | Aller | Total | Retour | Club               |     |
| --- | --------------------------------- | ------------------ | ----- | ----- | ------ | ------------------ | --- |
| 285 | Phase de poules, groupe D : J1/J5 | PSV Eindhoven      | 0-1   |       | 0-2    | Atlético de Madrid | 289 |
| 286 | Phase de poules, groupe D : J2/J6 | Atlético de Madrid | 1-0   |       | 0-1    | Bayern Munich      | 290 |
| 287 | Phase de poules, groupe D : J3/J4 | FK Rostov          | 0-1   |       | 1-2    | Atlético de Madrid | 288 |
| 291 | Huitième de finale                | Bayer Leverkusen   | 2-4   | 2-4   | 0-0    | Atlético de Madrid | 292 |
| 293 | Quart de finale                   | Atlético de Madrid | 1-0   | 2-1   | 1-1    | Leicester City     | 294 |
| 295 | Demi finale                       | Real Madrid        | 3-0   | 4-2   | 1-2    | Atlético de Madrid | 296 |

## 2017-2018
Ligue des champions :
|     | Tour                              | Club               | Aller | Total | Retour | Club               |     |
| --- | --------------------------------- | ------------------ | ----- | ----- | ------ | ------------------ | --- |
| 297 | Phase de poules, groupe C : J1/J5 | AS Rome            | 0-0   |       | 0-2    | Atlético de Madrid | 301 |
| 298 | Phase de poules, groupe C : J2/J6 | Atlético de Madrid | 1-2   |       | 1-1    | Chelsea FC         | 302 |
| 299 | Phase de poules, groupe C : J3/J4 | Qarabağ FK         | 0-0   |       | 1-1    | Atlético de Madrid | 300 |

Ligue Europa :
|     | Tour               | Club                   | Aller | Total | Retour | Club               |     |
| --- | ------------------ | ---------------------- | ----- | ----- | ------ | ------------------ | --- |
| 303 | Seizième de finale | FC Copenhague          | 1-4   | 1-5   | 0-1    | Atlético de Madrid | 304 |
| 305 | Huitième de finale | Atlético de Madrid     | 3-0   | 8-1   | 5-1    | Lokomotiv Moscou   | 306 |
| 307 | Quart de finale    | Atlético de Madrid     | 2-0   | 2-1   | 0-1    | Sporting Portugal  | 308 |
| 309 | Demi- finale       | Arsenal FC             | 1-1   | 1-2   | 0-1    | Atlético de Madrid | 310 |
| 311 | Finale             | Olympique de Marseille |       | 0-3   |        | Atlético de Madrid |     |

## 2018-2019
Supercoupe de l'UEFA :
|     | Tour   | Club        | Aller | Total | Retour | Club               |  |
| --- | ------ | ----------- | ----- | ----- | ------ | ------------------ |  |
| 312 | Finale | Real Madrid |       | 2-4ap |        | Atlético de Madrid |  |

Ligue des champions :
|     | Tour                              | Club               | Aller | Total | Retour | Club               |     |
| --- | --------------------------------- | ------------------ | ----- | ----- | ------ | ------------------ | --- |
| 313 | Phase de poules, groupe A : J1/J5 | AS Monaco          | 0-2   |       | 2-0    | Atlético de Madrid | 317 |
| 314 | Phase de poules, groupe A : J2/J6 | Atlético de Madrid | 3-1   |       | 0-0    | Club Bruges        | 318 |
| 315 | Phase de poules, groupe A : J3/J4 | Borussia Dortmund  | 4-0   |       | 0-2    | Atlético de Madrid | 316 |
| 319 | Huitième de finale                | Atlético de Madrid | 2-0   | 2-3   | 0-3    | Juventus           | 320 |

## 2019-2020
Ligue des champions :
|     | Tour                              | Club               | Aller | Total | Retour | Club               |     |
| --- | --------------------------------- | ------------------ | ----- | ----- | ------ | ------------------ | --- |
| 321 | Phase de poules, groupe D : J1/J5 | Atlético de Madrid | 2-2   |       | 0-1    | Juventus           | 325 |
| 322 | Phase de poules, groupe D : J2/J6 | Lokomotiv Moscou   | 0-2   |       | 0-2    | Atlético de Madrid | 326 |
| 323 | Phase de poules, groupe D : J3/J4 | Atlético de Madrid | 1-0   |       | 1-2    | Bayer Leverkusen   | 324 |
| 327 | Huitième de finale                | Atlético de Madrid | 1-0   | 4-2   | 3-2    | Liverpool FC       | 328 |
| 329 | Quart de finale                   | RB Leipzig         |       | 2-1   |        | Atlético de Madrid |     |

## 2020-2021
Ligue des champions :
|     | Tour                              | Club               | Aller | Total | Retour | Club               |     |
| --- | --------------------------------- | ------------------ | ----- | ----- | ------ | ------------------ | --- |
| 330 | Phase de poules, groupe A : J1/J5 | Bayern Munich      | 4-0   |       | 1-1    | Atlético de Madrid | 334 |
| 331 | Phase de poules, groupe A : J2/J6 | Atlético de Madrid | 3-2   |       | 2-0    | Red Bull Salzbourg | 335 |
| 332 | Phase de poules, groupe A : J3/J4 | Atlético de Madrid | 1-1   |       | 0-0    | Lokomotiv Moscou   | 333 |
| 336 | Huitième de finale                | Atlético de Madrid | 0-1   | 0-3   | 0-2    | Chelsea FC         | 337 |

## 2021-2022
Ligue des champions :
|     | Tour                              | Club               | Aller | Total | Retour | Club               |     |
| --- | --------------------------------- | ------------------ | ----- | ----- | ------ | ------------------ | --- |
| 338 | Phase de poules, groupe B : J1/J6 | Atlético de Madrid | 0-0   |       | 3-1    | FC Porto           | 343 |
| 339 | Phase de poules, groupe B : J2/J5 | AC Milan           | 2-1   |       | 0-1    | Atlético de Madrid | 342 |
| 340 | Phase de poules, groupe B : J3/J4 | Atlético de Madrid | 2-3   |       | 0-2    | Liverpool FC       | 341 |
| 344 | Huitième de finale                | Atlético de Madrid | 1-1   | 2-1   | 1-0    | Manchester United  | 345 |
| 346 | Quart de finale                   | Manchester City    | 1-0   | 1-0   | 0-0    | Atlético de Madrid | 347 |

## 2022-2023
Ligue des champions :
|     | Tour                              | Club               | Aller | Total | Retour | Club               |     |
| --- | --------------------------------- | ------------------ | ----- | ----- | ------ | ------------------ | --- |
| 348 | Phase de poules, groupe B : J1/J6 | Atlético de Madrid | 2-1   |       | 1-2    | FC Porto           | 353 |
| 349 | Phase de poules, groupe B : J2/J5 | Bayer Leverkusen   | 2-0   |       | 2-2    | Atlético de Madrid | 352 |
| 350 | Phase de poules, groupe B : J3/J4 | Club Bruges        | 2-0   |       | 0-0    | Atlético de Madrid | 351 |

## 2023-2024
Ligue des champions :
|     | Tour                              | Club               | Aller | Total       | Retour | Club                |     |
| --- | --------------------------------- | ------------------ | ----- | ----------- | ------ | ------------------- | --- |
| 353 | Phase de poules, groupe E : J1/J6 | Lazio Rome         | 1-1   |             | 0-2    | Atlético de Madrid  | 358 |
| 354 | Phase de poules, groupe E : J2/J5 | Atlético de Madrid | 3-2   |             | 3-1    | Feyenoord Rotterdam | 357 |
| 355 | Phase de poules, groupe E : J3/J4 | Celtic Glasgow     | 2-2   |             | 0-6    | Atlético de Madrid  | 356 |
| 359 | Huitième de finale                | Inter Milan        | 1-0   | 2-2 2-3 tab | 1-2    | Atlético de Madrid  | 360 |
| 361 | Quart de finale                   | Atlético de Madrid | 2-1   | 4-5         | 2-4    | Borussia Dortmund   | 362 |

## 2024-2025
Ligue des champions :
|     | Tour                | Club                | Aller | Total | Retour | Club               |  |
| --- | ------------------- | ------------------- | ----- | ----- | ------ | ------------------ |  |
| 363 | Phase de ligue : J1 | Atlético de Madrid  |       | -     |        | RB Leipzig         |  |
| 364 | Phase de ligue : J2 | Benfica Lisbonne    |       | -     |        | Atlético de Madrid |  |
| 365 | Phase de ligue : J3 | Atlético de Madrid  |       | -     |        | LOSC Lille         |  |
| 367 | Phase de ligue : J4 | Paris Saint-Germain |       | -     |        | Atlético de Madrid |  |
| 368 | Phase de ligue : J5 | Sparta Prague       |       | -     |        | Atlético de Madrid |  |
| 369 | Phase de ligue : J6 | Atlético de Madrid  |       | -     |        | Slovan Bratislava  |  |
| 370 | Phase de ligue : J7 | Atlético de Madrid  |       | -     |        | Bayer Leverkusen   |  |
| 371 | Phase de ligue : J8 | Red Bull Salzbourg  |       | -     |        | Atlético de Madrid |  |
| 372 | 1/8 de finale aller | Real Madrid         |       | -     |        | Atlético de Madrid |  |

## Bilan
Au 16 août 2018.
| Coupe                                                     | Matchs Joués | Victoires | Nuls | Défaites | Buts marqués | Buts encaissés |
| Ligue des champions / Coupe des clubs champions européens | 119          | 60        | 32   | 27       | 181          | 104            |
| Ligue Europa / Coupe UEFA                                 | 117          | 69        | 17   | 31       | 201          | 117            |
| Coupe d'Europe des vainqueurs de coupe                    | 62           | 38        | 13   | 11       | 118          | 57             |
| Supercoupe de l'UEFA                                      | 3            | 3         | 0    | 0        | 10           | 3              |
| Coupe des villes de foires                                | 19           | 10        | 2    | 7        | 31           | 23             |
| Coupe Intertoto                                           | 8            | 5         | 0    | 3        | 14           | 9              |
| Coupe intercontinentale                                   | 2            | 1         | 0    | 1        | 2            | 1              |
| Total                                                     | 329          | 185       | 64   | 80       | 554          | 314            |

### Adversaires européens
- Werder Brême
- Borussia Dortmund
- Dynamo Dresde
- Eintracht Francfort
- Hambourg SV
- Hanovre 96
- FC Carl Zeiss Iena
- RB Leipzig
- Bayer Leverkusen
- Bayern Munich
- FC Nuremberg
- Schalke 04
- Bayer Uerdingen
- VfL Wolfsburg
- Arsenal FC
- Aston Villa
- Bolton Wanderers
- Chelsea FC
- Derby County
- Fulham
- Leicester City
- Liverpool FC
- Manchester United
- Tottenham Hotspur
- Red Bull Salzbourg
- Austria Vienne
- Rapid Vienne
- Qarabağ FK
- Club Bruges
- RFC de Liège
- Botev Plovdiv
- FK CSKA Sofia
- Levski-Spartak Sofia
- APOEL Nicosie
- Hajduk Split
- Dinamo Zagreb
- FC Copenhague
- KB Copenhague
- Aberdeen
- Celtic Glasgow
- Heart of Midlothian
- FC Barcelone
- Athletic Bilbao
- Real Madrid
- Valence CF
- Villarreal CF
- SEC Bastia
- RC Lens
- LOSC Lille
- Olympique de Marseille
- AS Monaco
- FC Nantes
- Paris Saint-Germain
- CS Sedan-Ardennes
- Stade rennais
- OFI Crète
- Olympiakos Le Pirée
- Panionios
- Panathinaïkos
- Aris Salonique
- PAOK Salonique
- Drumcondra FC
- Shelbourne FC
- Hapoël Tel-Aviv
- Cagliari Calcio
- AC Fiorentina
- Juventus
- AC Milan
- Inter Milan
- AS Rome
- Lazio Rome
- Parme AC
- Udinese
- FK Astana
- Paola Hibernians FC
- Fyllingen Fotball
- Rosenborg BK
- Strømsgodset
- Ajax Amsterdam
- PSV Eindhoven
- FC Groningue
- Feyenoord Rotterdam
- Bangor City
- Widzew Łódź
- Legia Varsovie
- Amica Wronki
- Académica de Coimbra
- Benfica Lisbonne
- Boavista FC
- FC Porto
- Sporting Portugal
- Vitória Guimarães
- Vitória SC
- Gloria Bistriţa
- Dinamo Bucarest
- Steaua Bucarest
- Universitatea Cluj
- Lokomotiv Moscou
- Rubin Kazan
- Spartak Moscou
- FK Rostov
- Zénith Saint-Pétersbourg
- Étoile rouge de Belgrade
- OFK Belgrade
- Vojvodina Novi Sad
- Slovan Bratislava
- NK Maribor
- Malmö FF
- FC Bâle
- Servette FC
- Viktoria Plzeň
- Sparta Prague
- Tescoma Zlín
- Ankaragücü
- Beşiktaş
- Erciyesspor
- Galatasaray
- Trabzonspor